# 池田光仲
池田 光仲（いけだ みつなか）は、因幡鳥取藩の初代藩主。幼名は勝五郎。徳川家康の外曾孫であり、別姓は松平。

## 生涯
寛永7年（1630年）6月18日、備前岡山藩主・池田忠雄の長男として岡山藩江戸藩邸で生まれる。母は阿波徳島藩主・蜂須賀至鎮の娘・三保姫。
寛永9年（1632年）4月3日に父・忠雄が死去し、わずか3歳で家督を継ぐこととなった。幼少のため山陽道の要所備前岡山を治め難いとされたが、徳川家康の曽孫兼来孫ということもあり改易とはならず、光仲は因幡・伯耆を有する鳥取藩32万石に、従兄で鳥取藩主となっていた池田光政が備前岡山藩31万5,000石へ国替えとなった。この際に、江戸幕府第3代将軍徳川家光の命令で叔父の池田輝澄（播磨山崎藩主）、輝興（同赤穂藩主）、さらに光政と家老の荒尾成利・荒尾嵩就兄弟、乾直幾が後見人として充てられた。光政が光仲の後見人になったのは、かつて忠雄が後見人になったことに恩義を感じていたからとされる。
幼少のために江戸藩邸に在住し、領国経営は荒尾氏を筆頭とする家老を中心とした側近に委ねられた。また家老が光政へ意見を求めることもあり、光政も家老に意見したり幕閣との仲介を行い後見に務めた。幕府からもしばしば国目付が鳥取へ派遣され、寛永9年から正保3年（1646年）まで13回国目付が派遣された。光仲が領国に初入国したのは寛永18年（1641年）、初めて鳥取城へ入った時である。なお、同じく後見人だった2人の叔父輝澄・輝興は改易となり、輝澄は寛永17年（1640年）にお家騒動（池田騒動）で改易になり光仲に預けられ、領内鹿野に1万石の堪忍料を与えられ寛文2年（1662年）に没した。輝興は正保2年（1645年）に発狂して正室と侍女数人を殺害した罪で改易、光政に預けられ正保4年（1647年）に亡くなった。
鳥取城中ノ御門表門（大手門）周辺からは葵紋瓦が出土しているが、光仲が家康の曾孫にあたることから、外様大名でありながら例外的に葵紋の使用が許されたとみられている。
寛永11年（1634年）1月13日に着袴の式が行われた。同年11月7日に渡辺数馬と荒木又右衛門が河合又五郎を討ち取り（鍵屋の辻の決闘）、寛永15年（1638年）8月12日に数馬・又右衛門らは鳥取藩に戻ったが又右衛門は30日に亡くなった。同年12月、江戸城にて家光の前で元服し、偏諱を受け光仲と名乗った。正保2年4月18日、幕府の斡旋で紀州藩主・徳川頼宣の長女・茶々姫と結婚した。以後、因州池田家と紀州徳川家との姻戚関係が継続した。
慶安元年（1648年）、鳥取城へ入り正式にお国入り、藩主となって16年を経て親政を開始。以後は領国経営に心血を注いだ。翌慶安2年（1649年）12月、幕府に東照宮勧進を出願し、慶安3年（1650年）に鳥取東照宮が完成した。同年10月に伯耆を巡国して筆頭家老の荒尾成利が預かる米子城へ入り、伯耆と米子城の領有が自分にあることを示し、12月に藩士へ知行宛行状を発給するなど親政に向けた方策を行った。
承応元年（1652年）には藩の実力者である成利に責問十余条を突き付けて罷免し、藩主の権力を強化した。この出来事については公式記録に無く詳細不明な点が多いが、光政の日記によると、初め成利が隠居を表明したが、隠居領を与えられないことに不満を感じて光仲や両者の仲介に当たった光政と対立、やがて成利と光仲が妥協し、隠居領を与えられない形で成利の隠居が決められたことが記されている。成利の罷免ではなく隠居という展開だったが、結果的に藩政は親政に進んだと評価されている。なお、成利の子荒尾成直ら荒尾氏は以後も家老として登用されているが、寛文2年に隠居した荒尾嵩就の後任として新たに池田之政を家老に任命している。
53年に及ぶ藩政は軍制・職制・禄制を整備、積極的な新田開発、治水設備などを手掛けた。治水設備については、鳥取城内堀と武家屋敷の井戸に供給する水道が引かれたとされ、鳥取城がある久松山の谷筋に連なる口水道と中水道が光仲の治世下に描かれた絵図に確認されている。また光政と行動を共にすることもあり、慶安4年（1651年）の家光逝去に際し光政と共に幕府へ誓紙を提出して忠節を誓い、寛文7年（1667年）に幕府から光政と共同で江戸城の堀普請を命じられたが、光政が病気だったことと翌寛文8年（1668年）に江戸で火事が起こったことで延期された。
貞享2年（1685年）、長男綱清に家督を譲り隠居した。この年から数年前に体調を崩しており、鳥取で重病に陥り数ヶ月床に臥せる状態になり、江戸に着いても登城出来ない場合があり、隠居後も体調は回復しなかった。しかしなお藩政への情熱は衰えず、綱清を後見した。同年、次男仲澄に新田2万5,000石（後に3万石）を分与し、鹿奴藩（鳥取東館新田藩）が成立した。
元禄6年（1693年）7月7日、脳卒中のため鳥取城にて死去した。享年64（満63歳没）。因幡国法美郡奥谷村（現：鳥取市国府町奥谷）に埋葬され、以後ここが鳥取藩主池田家墓所となった。法号は興禅院殿俊翁義剛大居士。没翌年の元禄7年（1694年）に黄檗宗の龍峯山興禅寺（旧・臨済宗龍峯寺）が池田家菩提寺となった。

## 系譜
- 父：池田忠雄（1602年 - 1632年）
- 母：三保姫（1603年 - 1632年） - 阿波御前、芳春院、蜂須賀至鎮の長女
- 正室：茶々姫（芳心院、寛永8年9月22日（1631年10月17日） - 宝永5年11月28日（1709年1月8日）） - 紀州藩主・徳川頼宣の長女。因幡姫とも呼ばれた。
  - 長男：池田綱清（1648年 - 1711年） - 鳥取藩第2代藩主
  - 次男：池田仲澄（1650年 - 1722年） - 鹿奴藩初代藩主
- 側室：源姫（香寿院、不明 - 寛文5年（1665年）） - 片山氏
  - 四男：池田亀之助（1661年 - 1663年）
- 側室：勾姫（厚恩院、万治2年（1659年） - 享保7年（1722年）） - 上野氏
  - 五男：池田清定（1683年 - 1718年） - 若桜藩（鳥取西館新田藩）初代藩主
  - 四女：伊佐姫（円妙院、1686年 - 1690年）
  - 七男：久留島通孝（1688年 - 1716年） - 豊後森藩主久留島通政の養子となるも廃嫡された
- 側室：琴姫（円寿院、不明 -  元文2年（1737年））
  - 六男：池田清勝（1686年 - 1696年） - 旗本池田政弘の末期養子となるも夭逝
- 生母不明の子女
  - 三男：九鬼隆律（1657年 - 1686年） - 摂津三田藩主
  - 長女：厳姫（宝明院、1658年 - 1660年）
  - 次女：竹姫（祥雲院、1659年 - 1663年）
  - 三女：清姫（法雲院、1663年 - 1665年）
  - 女子2人